# Pidurutalágala
A Pidurutalágala (szingaléz írással: පිදුරුතලාගල, tamil írással: பிதுருதலாகலை (Pidurutalágalai), szingaléz eredetű nevének jelentése: „szalma-fennsík-szikla”) Srí Lanka legmagasabb hegye.

## Leírás
A hegy az ország középső részén, közigazgatásilag a Középső tartomány területén emelkedik, Nuvara Elija városától észak–északkeletre. Mivel csúcsára a Srí Lanka-i kormány és a hadsereg által használt távközlési berendezéseket telepítettek, ezért a hegy nem látogatható, rendkívüli szintű biztonsági zónának van nyilvánítva. Bizonyos időszakokban lehet beszerezni engedélyt arra, hogy az ember járművel felmenjen a csúcsig, de az útról gyalog letérni ekkor is tilos. Ha az engedéllyel rendelkező jármű eléri a biztonsági zóna határát, onnan csak úgy mehet fel a csúcson levő felső biztonsági ponthoz, hogy útközben nem áll meg, és nem száll ki senki a járműből. A csúcs környezete erdőrezervátum is.
A brit uralom idején még látogatott helyszín volt: feljegyzésekből tudjuk, hogy 1897-ben gyalog két és fél óra alatt fel lehetett rá jutni különböző ösvényeken, illetve lóháton ennél rövidebb idő alatt is. Magasabb rangú családok női tagjai számára gyaloghintók is rendelkezésre álltak. Ezekből az időkből származik az angolok által gyakran használt Pedro-hegy elnevezés is, mert ez a szó hasonlított a Pidurutalágala valódi nevére, de sokkal könnyebben ki tudták mondani. A 20. század elején az ösvényeket egy kivételével elefántok járták ki: csak egy volt, amit emberek tapostak ki. Ennek mentén a tengerszint feletti magasságot jelző köveket helyeztek el. Ma déli irányból vezet fel rá egy kanyargós, de járművekkel is járható kiépített út.
Valódi neve, amelynek jelentése „szalma-fennsík-szikla”, egyrészt onnan származik, hogy az év nagy részében zöldellő növényzet, amely a hegyet borítja, nyáron a szárazság miatt hajlamos szalmasárgára színeződni, másrészt onnan, hogy a csúcs nem egy jellegzetes, meredek kiemelkedés, hanem inkább egy fennsíkra hasonlít.

## Képek

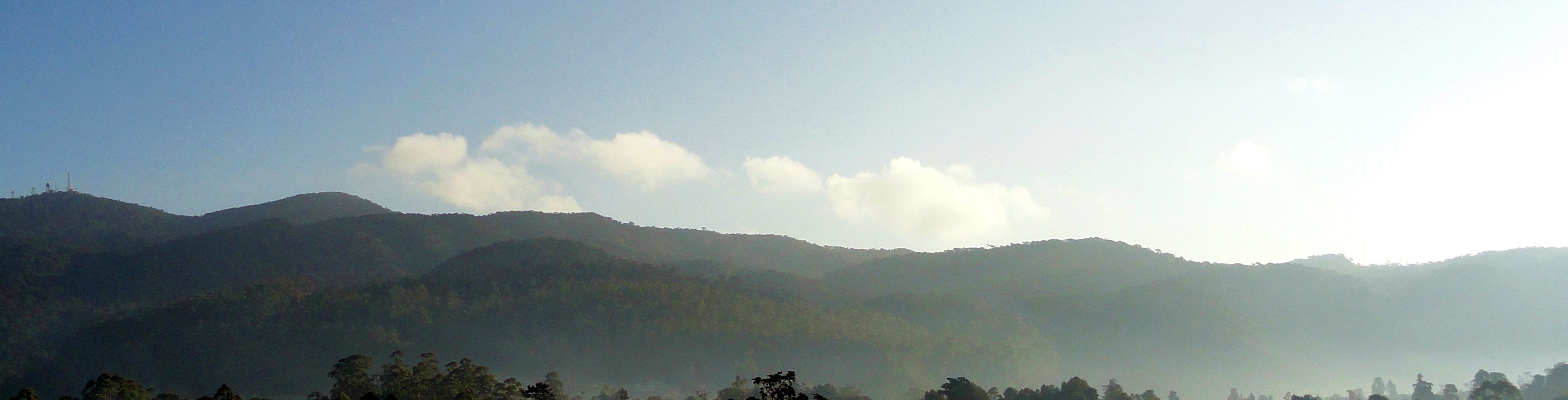
A Pidurutalágalát (bal szélen) is tartalmazó hegyvonulat
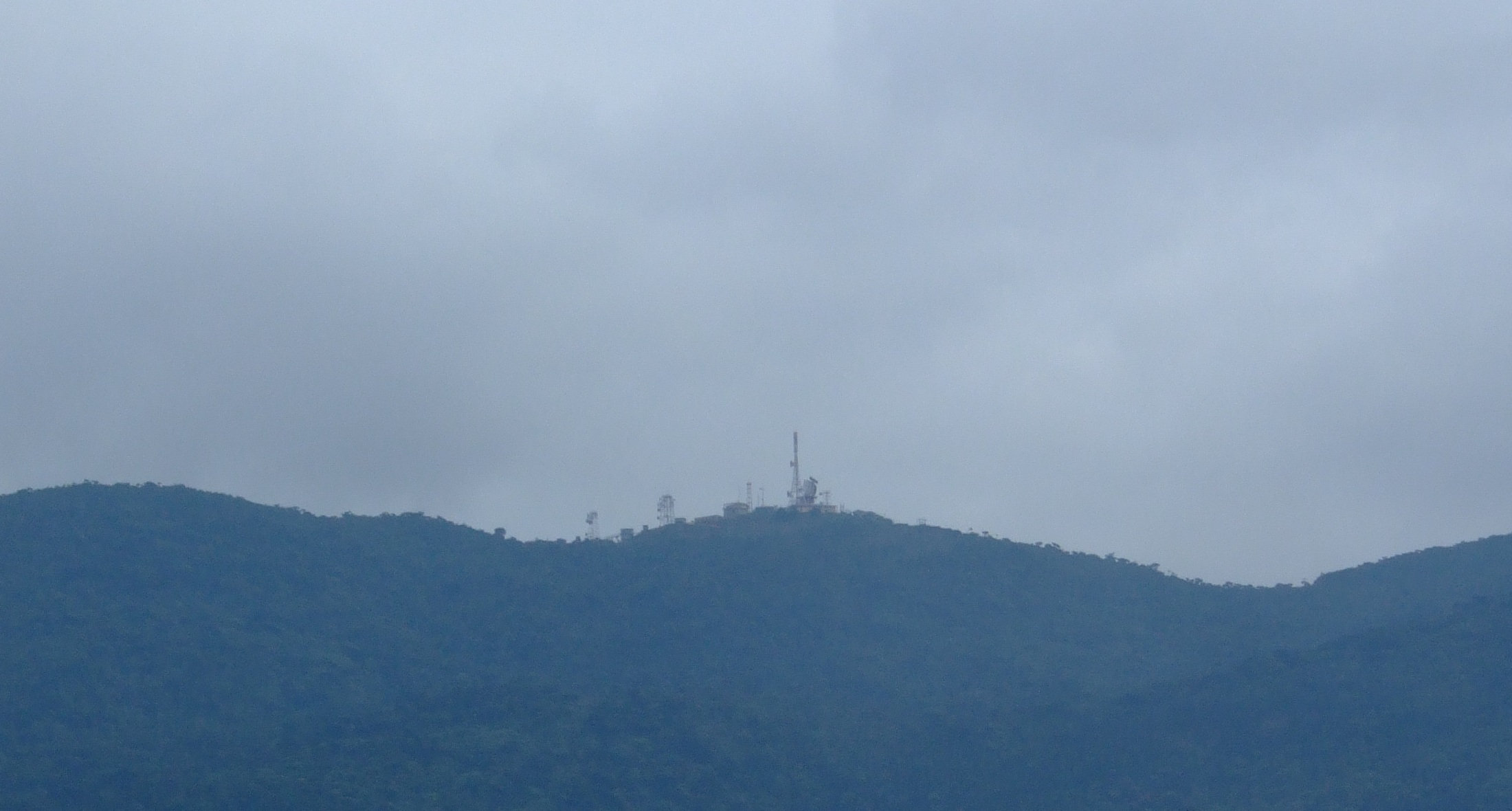
Párás levegőben
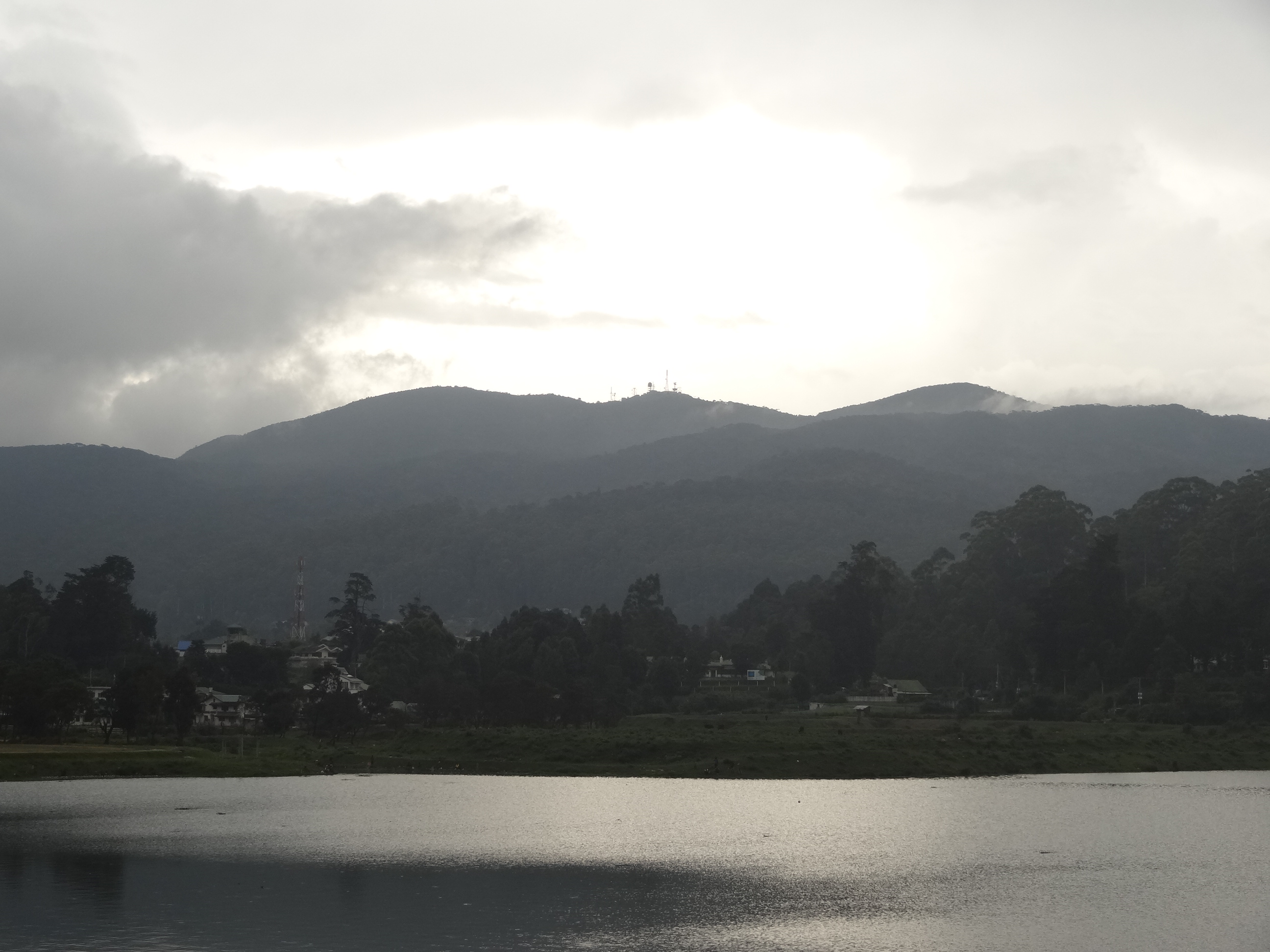
A Pidurutalágala (középen) messziről
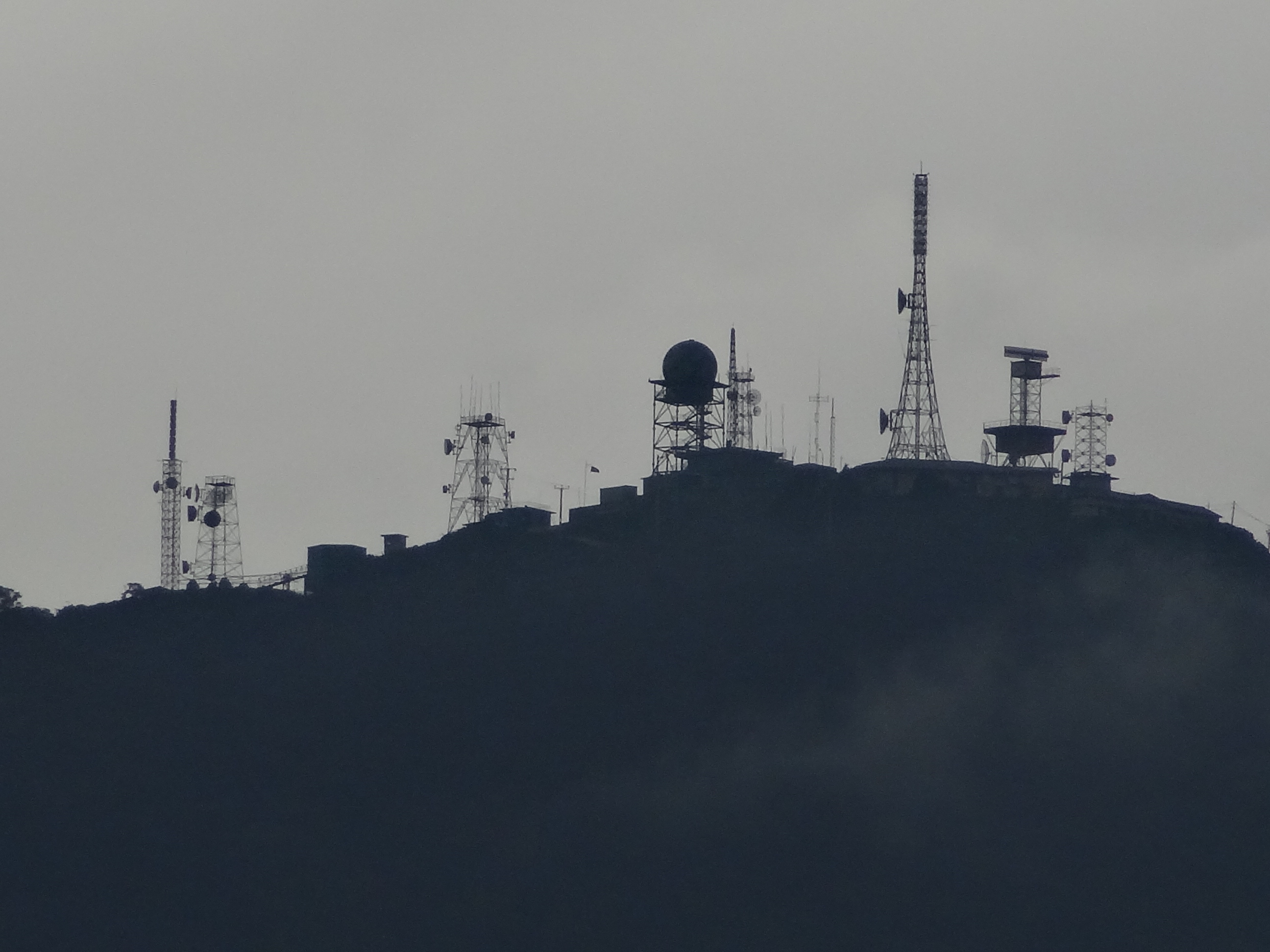
A csúcson található létesítmények